# Grand Prix de Denain 1981
Il Grand Prix de Denain 1981, ventitreesima edizione della corsa, si svolse il 21 aprile su un percorso con partenza e arrivo a Denain. Fu vinto dal belga Ferdi Van den Haute della La Redoute-Motobecane davanti ai suoi connazionali Eric Van de Wiele e Dirk Baert.

## Ordine d'arrivo (Top 6)
| Pos. | Corridore             | Squadra               | Tempo |
| ---- | --------------------- | --------------------- | ----- |
| 1    | Ferdi Van den Haute   | La Redoute-Motobecane |       |
| 2    | Eric Van de Wiele     | Capri Sonne           |       |
| 3    | Dirk Baert            |                       |       |
| 4    | Didier Vanoverschelde | La Redoute-Motobecane |       |
| 5    | Louis Luyten          | Vermeer-Thijs         |       |
| 6    | Eddy Schepers         | DAF Trucks-Cote d'Or  |       |